# Omar Trujillo
Gustavo Omar Trujillo Corona (Morelia, Michoacán, 9 de noviembre de 1977-Morelia, 1 de diciembre de 2022) fue un futbolista mexicano que se desempeñaba como defensa. Era canterano del Monarcas Morelia.

## Trayectoria
Debutó en el verano 1998 en un partido contra el América, pero no es sino hasta el invierno de 2000 que toma más regularidad, formando parte del equipo campeón de Liga en el Invierno 2000 y desde el 2004 se convirtió en el capitán del Morelia tras el retiro de Darío Franco, siendo destituido en el Clausura 2009 por Mauricio Martín Romero. Para el Apertura 2009 no entra en planes del técnico Tomás Boy y es prestado al Atlas después de haber pasado 11 años jugando para el Monarcas Morelia y haber jugado más de 350 partidos. Es prestado a Tigres de la UANL en el torneo apertura 2010 donde no tiene continuidad. En el Dratf 2011 Nuevamente no entra en los planes de Tomas Boy y es prestado al Celaya de Liga de Ascenso de México por un año.
El cuerpo técnico del Club Celaya dio de baja a siete jugadores, por lo que ya no estarían para el Torneo Clausura 2012 de la Liga de Ascenso, entre las bajas se encontraba Omar Trujillo de los de más experiencia, aunque en esta temporada tuvo poca participación.
Una vez que se quedó sin equipo anunció su retiro tras ser despedido del Celaya.
El exjugador falleció el 1 de diciembre de 2022 a causa de un paro cardíaco, en un partido de fútbol amateur.

## Clubes
| Club                 | País          | Año           | Partidos | Goles |
| -------------------- | ------------- | ------------- | -------- | ----- |
| Monarcas Morelia     | México        | 1998-2009     | 376      | 16    |
| Atlas F.C.           | México        | 2009-2010     | 4        | 0     |
| C.F. Tigres U.A.N.L. | México        | 2010-2011     | 5        | 0     |
| Celaya F.C.          | México        | 2011          | 7        | 0     |
| Total carrera        | Total carrera | Total carrera | 392      | 16    |

## Estadísticas

### Clubes
| Monarcas Morelia · México |               |               |     |    |    |    |    |     |     |    |
| 1ª | 1997-98       | 1             | 0   | -  | -  | -  | -  | 1   | 0   |    |
| 1ª | 1998-99       | 5             | 0   | -  | -  | -  | -  | 5   | 0   |    |
| 1ª | 1999-00       | 19            | 0   | -  | -  | -  | -  | 19  | 0   |    |
| 1ª | 2000-01       | 39            | 1   | -  | -  | -  | -  | 39  | 1   |    |
| 1ª | 2001-02       | 26            | 4   | 3  | 0  | 10 | 0  | 39  | 4   |    |
| 1ª | 2002-03       | 30            | 0   | 2  | 0  | 12 | 2  | 44  | 2   |    |
| 1ª | 2003-04       | 37            | 2   | 4  | 1  | -  | -  | 41  | 3   |    |
| 1ª | 2004-05       | 32            | 2   | -  | -  | -  | -  | 32  | 2   |    |
| 1ª | 2005-06       | 36            | 3   | 3  | 0  | -  | -  | 39  | 3   |    |
| 1ª | 2006-07       | 35            | 0   | 3  | 0  | -  | -  | 38  | 0   |    |
| 1ª | 2007-08       | 38            | 1   | 3  | 0  | 3  | 0  | 44  | 1   |    |
| 1ª | 2008-09       | 31            | 0   | 4  | 0  | -  | -  | 35  | 0   |    |
| Total club | Total club    | 329           | 13  | 22 | 1  | 25 | 2  | 376 | 16  |    |
| Atlas F.C. · México |               |               |     |    |    |    |    |     |     |    |
| 1ª | 2009-10       | 4             | 0   | -  | -  | -  | -  | 4   | 0   |    |
| Total club | Total club    | 4             | 0   | -  | -  | -  | -  | 4   | 0   |    |
| C.F. Tigres U.A.N.L. · México |               |               |     |    |    |    |    |     |     |    |
| 1ª | 2010-11       | 5             | 0   | -  | -  | -  | -  | 5   | 0   |    |
| Total club | Total club    | 5             | 0   | -  | -  | -  | -  | 5   | 0   |    |
| Celaya F.C. · México |               |               |     |    |    |    |    |     |     |    |
| 2ª | 2011-12       | 7             | 0   | -  | -  | -  | -  | 7   | 0   |    |
| Total club | Total club    | 7             | 0   | -  | -  | -  | -  | 7   | 0   |    |
| Total carrera | Total carrera | Total carrera | 345 | 13 | 22 | 1  | 25 | 2   | 392 | 16 |
| (1)Incluye datos de la Pre Pre Libertadores (2001 y 2002) e InterLiga (2004, 2006, 2007, 2008 y 2009). (2)Incluye datos de la Pre Libertadores (2002), Copa Libertadores (2002), Copa Campeones CONCACAF (2002 y 2003) y SuperLiga (2009). |               |               |     |    |    |    |    |     |     |    |

## Selección nacional
Fecha de debut: 27 de abril de 2005
Partido de debut:  México 1-1  Polonia
Entrenador que lo debutó: Ricardo Lavolpe.

### Partidos internacionales
| # | Fecha               | Rival   | Sede    | Estadio     | Resultado | Competición |
| - | ------------------- | ------- | ------- | ----------- | --------- | ----------- |
| 1 | 27 de abril de 2005 | Polonia | Chicago | Toyota Park | 1 - 1     | Amistoso    |

## Palmarés

### Campeonatos nacionales
| Título          | Club             | País   | Año  |
| --------------- | ---------------- | ------ | ---- |
| Torneo Invierno | Monarcas Morelia | México | 2000 |

Otros logros
- Subcampeón del Torneo Apertura 2002 con Monarcas Morelia.
- Subcampeón de la Copa Campeones CONCACAF 2002 con Monarcas Morelia.
- Subcampeón de la Copa Campeones CONCACAF 2003 con Monarcas Morelia.